# Adelen-Walzer
Adelen-Walzer, op. 424, är en vals av Johann Strauss den yngre. Den spelades första gången den 24 april 1886 i Sankt Petersburg i Ryssland. 

## Bakgrund
Den 10 januari 1884 höll 'Wiener Kunstfreunde' (Wiens Konstvänner) sin första soarén i Musikverein. Johann Strauss kom inte tomhänt dit utan presenterade var och en av gästerna en unik gåva. Det var en dekorerad faksimilsida av ett valstema av Strauss själv, signerad av tonsättaren och försedd med texten: "Horcht und nehmet mit nach Haus/Ein frisches Sträusschen von Johann Strauss" (Se här och tag med hem/En fräsch bukett av Johann Strauss). Strax efter midnatt framfördes den korta valspassagen av Capelle Strauss, med titeln Walzer 1884.

## Historia
I början av 1886 inbjöds Johann Strauss att dirigera välgörenhetskonserter i Sankt Petersburg. Som värdar stod ryska kvinnoavdelningen av Röda korset och en barnstiftelse. Det var Strauss första besök i Ryssland sedan 1869 och han lämnade Wien tillsammans med sin blivande tredje hustru Adèle i mars 1886 med sikte på Ryssland. De for först till Hamburg och Berlin, där Strauss dirigerade föreställningar av sin nya operett Zigenarbaronen, för att i mitten av april slutligen anlända till Sankt Petersburg. Strauss hade tagit med sig flera nya verk speciellt komponerade för tillfället (se Wiener Frauen op. 423, An der Wolga op. 425 och Russischer Marsch op. 426), däribland en vals med titeln Adelen-Walzer, framfördes första gången i Kavalleriregementets ridskola den 24 april 1886. Valsen var det embryo som två år tidigare hade haft titeln Walzer 1884. Strauss dirigerade den 80 man starka orkestern i denna hyllning till sin hustru Adèle. I Wien spelades valsen första gången vid en välgörenhetskonsert i Musikverein den 7 november 1886, då dirigerad av Johanns broder Eduard Strauss.

## Om valsen
Speltiden är ca 7 minuter och 34 sekunder plus minus några sekunder beroende på dirigentens musikaliska tolkning.

## Weblänkar
- Adelen-Walzer i Naxos-utgåvan.